# Bromek wapnia
Bromek wapnia – nieorganiczny związek chemiczny, sól kwasu bromowodorowego oraz wapnia.
Występuje w formie bezwodnej oraz jako mono-, di- i heksahydrat. Jest bardzo dobrze rozpuszczalny w wodzie. Stosowany m.in. jako składnik płynów do wierceń, konserwant oraz środek gaśniczy.

## Zastosowanie w medycynie
Podobnie jak inne sole bromu związek znajduje zastosowanie w lecznictwie jako lek uspokajający i przeciwdrgawkowy.
Wymagania jakościowe dla surowca farmaceutycznego w Polsce określa Farmakopea Polska z 1993 r.
Bromek wapnia posiada zastosowanie w leczeniu stanów podniecenia psychofizycznego, nadmiernego pobudzenia płciowego, nerwicach wegetatywnych (m.in. żołądkowo-jelitowych), neurastenii, niektórych rodzajach padaczek, chorobach alergicznych (pomocniczo), chorobie Ménière’a, świądzie skóry różnego pochodzenia (pomocniczo) oraz niekiedy w nadczynności tarczycy.
Zaletą bromku wapnia odróżniającą jego od pozostałych soli bromu, jest uzyskanie efektu terapeutycznego po zastosowaniu połowy zwykle stosowanych dawek. Mimo tego jest najrzadziej stosowaną solą bromu w polskim lecznictwie.
Obecnie jest trudno dostępny w Polsce jako surowiec farmaceutyczny. Dawniej produkowany przez Spółdzielnię Chema Olesin, a do 2007 r. przez Pharma Cosmetic Kraków.

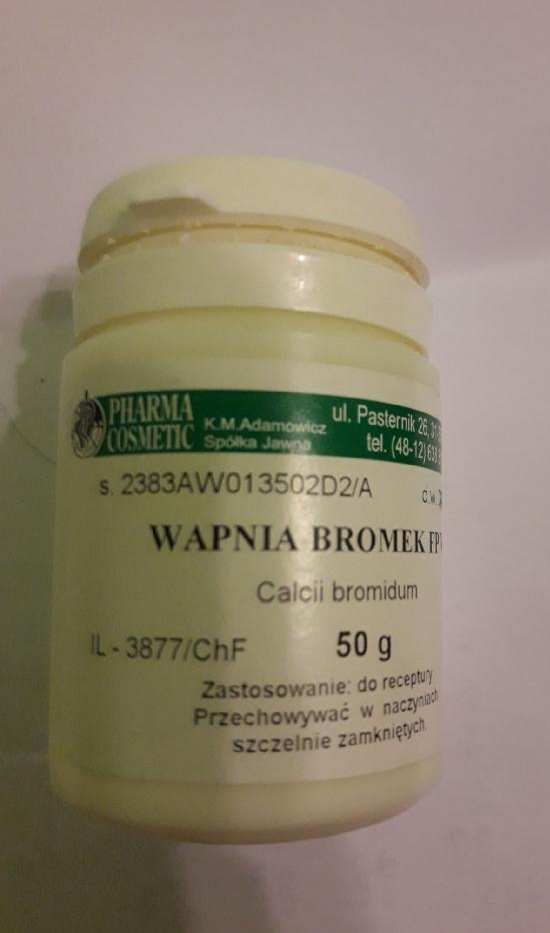
Calcii bromidum - surowiec farmaceutyczny do receptury aptecznej (2007)

Przykładowa mieszanka kojąca:
Rp.
Calcii bromati 12,0
Tinct. Adonidis vernalis titr. 20,0
Sir. Neospasmini 180,0
Aquae purificatae ad 250,0
M.f.mixt.
Dawki maksymalne wg FP V Calcii bromidum (ostatnia monografia): jednorazowa 2 g, dobowa 6 g.